# Saint-Germain-du-Corbéis
Saint-Germain-du-Corbéis är en kommun i departementet Orne i regionen Normandie i nordvästra Frankrike. Kommunen ligger i kantonen Alençon 1er Canton som tillhör arrondissementet Alençon. År 2022 hade Saint-Germain-du-Corbéis 3 648 invånare.

## Befolkningsutveckling
Antalet invånare i kommunen Saint-Germain-du-Corbéis
| Referens: INSEE |